# Референдум о президентском сроке в Туркменистане (1994)
Всенародный референдум о продлении президентского срока Сапармурата Атаевича Ниязова до 2002 года состоялся 15 января 1994 года в Туркменистане. Это второй, и пока последний референдум в истории независимого Туркменистана.

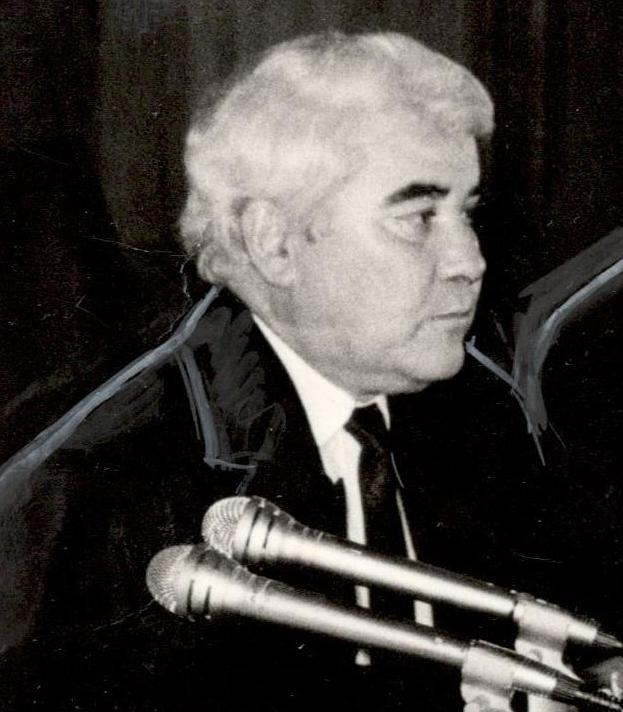
Тогдашний президент республики — Сапармурат Ниязов

Сапармурат Ниязов находился во главе Туркменистана с декабря 1985 года (до октября 1990 года в качестве первого секретаря ЦК Коммунистической партии Туркменской ССР) — на момент референдума уже 9 лет. 27 октября 1990 года он был избран на безальтернативной основе президентом Туркменской ССР с 98,3 % голосов. Через некоторое время после независимости Туркменистана, 21 июня 1992 года состоялись первые в истории независимого Туркменистана президентские выборы, на которых был вновь всего один кандидат — действующий президент республики — Сапармурат Ниязов, который в отличие от президентских выборов 1990 года в Туркменской ССР, выдвигался от Демократической партии Туркменистана — преемницы Коммунистической партии Туркменской ССР/Туркменистана (в составе КПСС). На этих выборах, по официальным данным за Сапармурата Ниязова проголосовало рекордные 99,5 % (1 874 357 чел.) избирателей, а в графе «против» поставили отметку всего 0,5 % (9 236 чел.) избирателей, и Ниязов был избран первым президентом уже независимого Туркменистана.

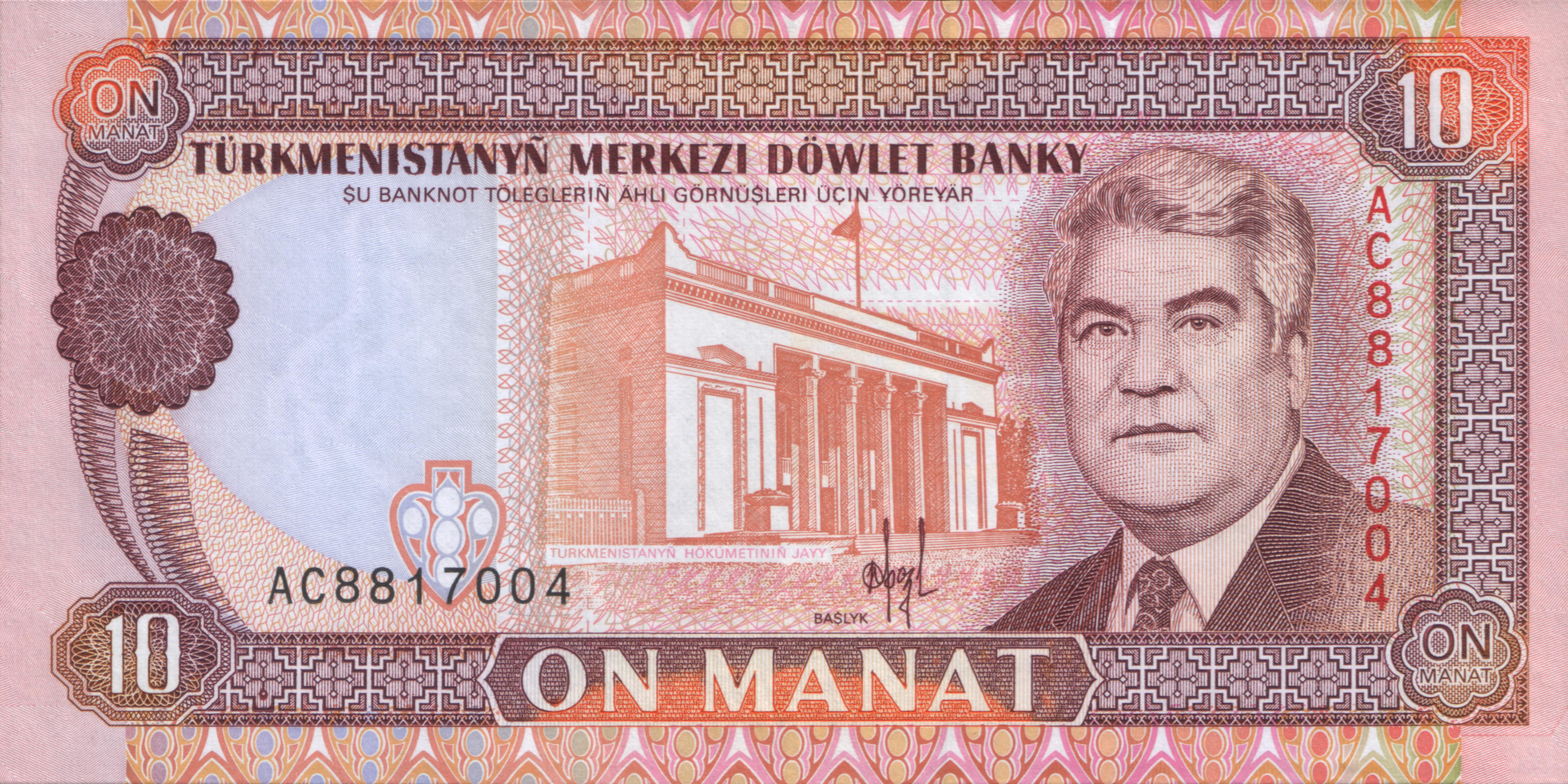
Изображение Сапармурата Ниязова на банкноте туркменского маната 1993 года

Уже начиная с 1991 года, президент Сапармурат Ниязов стал постепенно и уверенно устанавливать собственный культ личности, контролировать абсолютно все аспекты жизни страны, внедряя авторитаризм и свою диктатуру, проводить политику изоляционизма. Согласно республиканскому закону, очередные президентские выборы (после выборов 1992 года) должны были состояться в 1999 году. К концу 1993 года полностью подконтрольный президенту однопалатный Меджлис (парламент) Туркменистана принял единогласное решение о продлении президентских сроков Сапармурата Ниязова до 2002 года. Было решено легитимизировать эту процедуру через всенародный референдум, который состоялся 15 января 1994 года. По официальным данным, явка избирателей на референдуме составила рекордные 100 %. Сообщалось, что на референдуме участвовали абсолютно все граждане республики, имеющие избирательное право. По тем же официальным данным, продление президентских сроков Сапармурата Ниязова поддержало рекордные 99,99 % избирателей (1 959 408 чел.), а проголосовало против — якобы всего 0,01 % (212 чел.). Всего 17 бюллетеней были признаны недействительными.
Разношёрстная туркменская оппозиция, изгнанная из страны и подвергающаяся внутри страны жестоким гонениям не признала итоги референдума, подвергая её официальные результаты серьёзным сомнениям, и обвиняя Сапармурата Ниязова в насильственном удерживании и узурпации власти. Итоги референдума подвергли критике и ряд стран и организаций, включая стран Запада и ОБСЕ.
Очередные, обещанные и планируемые президентские выборы в 2002 году так и не состоялись, так как президент Сапармурат Ниязов 28 декабря 1999 года был официально объявлен Меджлисом Туркменистана пожизненным президентом государства, и необходимость в проведении подобных выборов отпала полностью. Сапармурат Ниязов в 66-летнем возрасте умер на своём посту 21 декабря 2006 года, и лишь после его смерти, состоялись вторые в истории независимого Туркменистана президентские выборы, на которых одержал победу Гурбангулы Бердымухамедов. По нынешнему законодательству государства, президент Туркменистана избирается на семилетний срок, и может избираться и/или переизбираться на этом посту неограниченное количество раз.
| Да или нет                   | Голосов   | Процент   |
| ---------------------------- | --------- | --------- |
| Да                           | 1 959 408 | 99,9 %    |
| Нет                          | 212       | 0,1 %     |
| Требуемое количество голосов | 50 %      | 50 %      |
| Всего голосов                | 1 959 637 | 100,00 %  |
| Явка                         | 100 %     | 100 %     |
| Электорат                    | 1 959 637 | 1 959 637 |